# إميري (مغنية)
إميري مي ماري روجرز (مواليد 12 يناير 1980) مغنية، كاتبة اغاني، ممثلة ومنتجة أمريكية.

## روابط خارجية
- الموقع الرسمي
- إميري at Island Def Jam Music Group
- اميري على موقع IMDb (الإنجليزية)
- اميري على موقع ميوزك برينز (الإنجليزية)
- اميري على موقع قاعدة بيانات الأفلام السويدية (السويدية)
- اميري على موقع إن إن دي بي (الإنجليزية)
- اميري على موقع أول ميوزيك (الإنجليزية)
- اميري على موقع ديسكوغز (الإنجليزية)
- اميري على موقع قاعدة بيانات الفيلم (الإنجليزية)